# Daeodon
Daeodon byl rod sudokopytníků, který žil v Severní Americe na přelomu oligocénu a miocénu. Je znám jediný druh Daeodon shoshonensis, který jako první popsal Edward Drinker Cope na základě nálezu zlomku čelisti v Oregonu. Název pochází z řeckých slov daios (hrozivý) a odon (zub). Dříve se používal také název Dinohyus (strašlivé prase), od toho se ale upustilo, protože moderní výzkumy prokázaly, že byl příbuzný spíše hrochům a kytovcům než prasatům.
Daeodon byl největším dosud popsaným příslušníkem čeledi entelodontů. Dosahoval výšky v kohoutku 180 cm a byl dlouhý tři až čtyři metry, mohl vážit až jednu tunu. Byl robustně stavěný s mimořádně masivní hlavou (lebka dosahovala až 90 cm), nohy měl relativně dlouhé a štíhlé, zakončené dvěma kopyty. Předpokládá se, že byl všežravec: byl dostatečně rychlý, aby mohl aktivně lovit menší býložravé savce, silné čelisti byly uzpůsobeny k drcení kostí, takže se pravděpodobně živil převážně mršinami.